# 米歇尔·沙拉斯
米歇尔·沙拉斯（法語：Michel Charasse，1941年7月8日—2020年2月21日），法国政治人物。前皮纪尧姆市长，参议院议员，法国宪法委员会成员。

## 生平
1941年生于多姆山省沙马利耶尔。1962年加入工人国际法国支部。1967年，任科西嘉岛科尔泰市市议员。1977年，当选皮纪尧姆市长。1979年至1987年，任奥弗涅大区议会议员。1981年至1988年，任多姆山选区参议员。1988年至1992年，任多姆山议会副主席、法国预算部长。1998年至2001年，任多姆山议会副主席。1992年至2010年，任多姆山选区参议员。2010年，被时任总统尼古拉·萨科齐任命为法国宪法委员会成员。
2020年2月21日逝世。

## 立场
1992年8月访问古巴时表示，法国政府不参加孤立古巴的活动。